# Гидрид диизобутилалюминия
Гидрид диизобутилалюминия (диизобутилалюминий-гидрид, DIBAL, DIBALH, DIBAL-H) — алюминийорганическое соединение, используемое в органическом синтезе в качестве восстановителя соединений различных классов. Представляет собой бесцветную жидкость, обладающую пирофорными свойствами.

## Физические свойства
Гидрид диизобутилалюминия растворим в пентане, гексане, гептане, циклогексане, бензоле, толуоле, ксилолах, диэтиловом эфире, хлористом метилене и тетрагидрофуране.

## Применение в органическом синтезе

### Реакции восстановления
Гидрид диизобутилалюминия используется в органическом синтезе для восстановления альдегидов, кетонов, карбоновых кислот, сложных эфиров и хлорангидридов до соответствующих спиртов. Алкилгалогениды с ним не взаимодействуют. Также под действием гидрида диизобутилалюминия амиды восстанавливаются до аминов, а нитрилы превращаются в имины, а после гидролиза — в альдегиды. Нитросоединения восстанавливаются до гидроксиламинов. Что касается серосодержащих соединений, то из них восстановлению подвергаются лишь дисульфиды, которые превращаются в тиолы, а сульфиды, сульфоны и сульфоновые кислоты с гидридом диизобутилалюминия не реагируют. Тозилаты восстанавливаются до соответствующих алканов. При низких температурах эфиры удаётся восстановить до соответствующих альдегидов, а лактоны — до лактолов.
При восстановлении хиральных кетонов данным реагентом наблюдается высокая 1,3-асимметрическая индукция, хотя она в сильной мере и зависит от растворителя. Также возможно добавление вспомогательных хиральных реагентов для проведения стереоселективных восстановлений с умеренной энантиоселективностью.
В реакциях с α,β-непредельными кетонами гидрид диизобутилалюминия селективно восстанавливает карбонильную группу, не затрагивая двойную связь, что приводит к аллиловым спиртам. То же самое касается и α,β-непредельных эфиров.

### Восстановительное раскрытие оксиранов
Гидрид диизобутилалюминия проявляет свойства слабой кислоты Льюиса и взаимодействует с оксиранами. Строение образующихся продуктов свидетельствует об атаке более затруднённого α-атома углерода, что, в свою очередь, указывает на протекание реакции через карбокатионные интермедиаты. Для сравнения, алюмогидрид лития в аналогичных условиях атакует менее замещённый атом углерода, вследствие чего получаются продукты другого строения.

### Гидроалюминирование
Реагируя с алкенами и алкинами, гидрид диизобутилалюминия присоединяется по кратным связям, давая продукты гидроалюминирования. В таких реакциях наблюдается син-селективность присоединения, причём если в молекуле присутствуют одновременно двойная и тройная связь, реагент селективно присоединяется по тройной связи. Продукты этих реакций далее можно использовать в различных превращениях: гидролиз приводит к (Z)-алкену, реакция с метиллитием даёт ат-комплекс, способный реагировать с рядом электрофилов (галогенидами, диоксидом углерода, метилиодидом, эпоксидами, тозилатами, альдегидами и кетонами). Обработка продукта присоединения гидрида диизобутилалюминия к терминальному алкену кислородом даёт первичный спирт. Также алюминийорганические соединения винильного типа вступают в реакции кросс-сочетания, катализируемого палладием.

## Хранение и использование
Гидрид диизобутилалюминия в виде чистой жидкости пирофорен. Его растворы бурно реагируют с воздухом, водой и подобными им веществами, что может привести к возгораниям. Использовать реагент необходимо под тягой, не допуская контакта с атмосферой и влагой.